# Atletiek op de Olympische Zomerspelen 2020 – discuswerpen vrouwen
Het discuswerpen voor vrouwen  op de Olympische Zomerspelen 2020 vond plaats op zaterdag 31 juli en maandag 2 augustus 2021 in het  Olympisch Stadion. 

## Records
Voorafgaand aan het toernooi waren dit het wereldrecord en het olympisch record.
| Wereldrecord     | Gabriele Reinsch | 76,80 m | Neubrandenburg | 7 juni 1987       |
| Olympisch record | Martina Hellmann | 72,30 m | Seoul          | 29 september 1988 |

## Resultaten

### Kwalificatieronde
Kwalificatieregels: behalen van de kwalificatiestandaard van 64,00 (Q), of deel uitmaken van de 12 bestpresterende atleten (q).
| Rang | Groep | Atleet                    | Nation | 1     | 2     | 3     | Distance | Bijz.  |
| ---- | ----- | ------------------------- | ------ | ----- | ----- | ----- | -------- | ------ |
| 1    | B     | Valarie Allman            | USA    | 66,42 | —     | —     | 66,42    | Q      |
| 2    | B     | Kamalpreet Kaur           | IND    | 60,29 | 63,97 | 64,00 | 64,00    | Q      |
| 3    | A     | Sandra Perkovic           | CRO    | 63,75 | x     | x     | 63,75    | q      |
| 4    | A     | Kristin Pudenz            | GER    | 63,53 | x     | 63,73 | 63,73    | q      |
| 5    | B     | Daisy Osakue              | ITA    | 52,26 | 63,66 | x     | 63,66    | q, =NR |
| 6    | B     | Marike Steinacker         | GER    | 63,22 | x     | x     | 63,22    | q      |
| 7    | B     | Yaimé Pérez               | CUB    | 62,90 | 63,18 | 59,97 | 63,18    | q      |
| 8    | B     | Liliana Cá                | POR    | 57,70 | 62,85 | x     | 62,85    | q      |
| 9    | B     | Chen Yang                 | CHN    | 62,59 | 61,57 | 62,72 | 62,72    | q      |
| 10   | B     | Claudine Vita             | GER    | 62,39 | 62,46 | 62,38 | 62,46    | q      |
| 11   | A     | Shadae Lawrence           | JAM    | 59,55 | 62,27 | x     | 62,27    | q      |
| 12   | B     | Izabela da Silva          | BRA    | 56,14 | 61,52 | 60,64 | 61,52    | q      |
| 13   | B     | Marija Tolj               | CRO    | 54,76 | 61,48 | 60,33 | 61,48    |        |
| 14   | A     | Jorinde van Klinken       | NED    | x     | 61,15 | x     | 61,15    |        |
| 15   | A     | Melina Robert-Michon      | FRA    | x     | 60,88 | 59,81 | 60,88    |        |
| 16   | A     | Seema Punia               | IND    | x     | 60,57 | 58,93 | 60,57    |        |
| 17   | B     | Bin Feng                  | CHN    | 59,26 | 60,45 | x     | 60,45    |        |
| 18   | B     | Subenrat Insaeng          | THA    | 54,99 | 59,23 | 56,82 | 59,23    | SB     |
| 19   | A     | Chrysoula Anagnostopoulou | GRE    | 57,06 | 59,18 | 58,55 | 59,18    |        |
| =20  | A     | Xinyue Su                 | CHN    | 55,37 | 58,90 | 57,85 | 58,90    |        |
| =20  | B     | Andressa de Morais        | BRA    | x     | x     | 58,90 | 58,90    |        |
| 22   | B     | Dani Stevens              | AUS    | 53,01 | 58,77 | 54,60 | 58,77    |        |
| 23   | A     | Denia Caballero           | CUB    | x     | 57,96 | x     | 57,96    |        |
| 24   | A     | Fernanda Martins          | BRA    | x     | 57,90 | x     | 57,90    |        |
| 25   | A     | Irina Rodrigues           | POR    | x     | 54,60 | 57,03 | 57,03    |        |
| 26   | B     | Dragana Tomasevic         | SRB    | 55,97 | 56,95 | 56,43 | 56,95    |        |
| 27   | A     | Rachel Dincoff            | USA    | 55,10 | x     | 56,22 | 56,22    |        |
| 28   | A     | Kelsey Card               | USA    | 54,85 | 55,78 | 56,04 | 56,04    |        |
| 29   | B     | Karen Gallardo            | CHI    | 55,36 | 53,89 | 55,81 | 55,81    |        |
| 30   | A     | Alexandra Emilianov       | MDA    | 54,57 | x     | x     | 54,57    |        |
| 31   | A     | Nataliya Semenova         | UKR    | x     | x     | 54,28 | 54,28    |        |

### Finale
| Rang   | Naam              | Land | 1     | 2     | 3     | 4             | 5             | 6             | Resultaat | Bijz. |
| ------ | ----------------- | ---- | ----- | ----- | ----- | ------------- | ------------- | ------------- | --------- | ----- |
| Goud   | Valarie Allman    | USA  | 68,98 | x     | x     | 64,76         | 66,78         | x             | 68,98     |       |
| Zilver | Kristin Pudenz    | GER  | 63,07 | 65,34 | 64,35 | x             | 66,86         | x             | 66,86     | PB    |
| Brons  | Yaimé Pérez       | CUB  | 65,72 | 62,16 | 63,20 | 65,20         | x             | x             | 65,72     |       |
| 4      | Sandra Perkovic   | CRO  | 62,53 | x     | 65,01 | x             | x             | 63,25         | 65,01     |       |
| 5      | Liliana Cá        | POR  | 62,31 | 63,93 | x     | x             | x             | x             | 63,93     |       |
| 6      | Kamalpreet Kaur   | IND  | 61,62 | x     | 63,70 | x             | 61,37         | x             | 63,70     |       |
| 7      | Shadae Lawrence   | JAM  | 60,22 | 62,12 | 58,98 | 59,46         | 59,26         | x             | 62,12     |       |
| 8      | Marike Steinacker | GER  | x     | 62,02 | x     | x             | 60,10         | 60,32         | 62,02     |       |
| 9      | Claudine Vita     | GER  | 60,70 | x     | 61,80 | Uitgeschakeld | Uitgeschakeld | Uitgeschakeld | 61,80     |       |
| 10     | Chen Yang         | CHN  | 61,57 | 59,59 | 61,43 | Uitgeschakeld | Uitgeschakeld | Uitgeschakeld | 61,57     |       |
| 11     | Izabela da Silva  | BRA  | 60,39 | x     | 59,56 | Uitgeschakeld | Uitgeschakeld | Uitgeschakeld | 60,39     |       |
| 12     | Daisy Osakue      | ITA  | 59,97 | x     | x     | Uitgeschakeld | Uitgeschakeld | Uitgeschakeld | 59,97     |       |

1928: Halina Konopacka ·
1932: Lillian Copeland ·
1936: Gisela Mauermayer ·
1948: Micheline Ostermeyer ·
1952: Nina Romasjkova ·
1956: Olga Fikotová ·
1960: Nina Romasjkova ·
1964: Tamara Press ·
1968: Lia Manoliu ·
1972: Faina Melnik ·
1976: Evelin Schlaak ·
1980: Evelin Jahl ·
1984: Ria Stalman ·
1988: Martina Hellmann ·
1992: Maritza Martén ·
1996: Ilke Wyludda ·
2000: Ellina Zvereva ·
2004: Natalja Sadova ·
2008: Stephanie Brown-Trafton ·
2012: Sandra Perković ·
2016: Sandra Perković ·
2020: Valarie Allman ·
2024: Valarie Allman